# Linaria ricardoi
Linaria ricardoi är en grobladsväxtart som beskrevs av Coutinho. Linaria ricardoi ingår i släktet sporrar, och familjen grobladsväxter. Inga underarter finns listade i Catalogue of Life.